# Skierdy (osada leśna)
Skierdy – osada leśna w Polsce, położona w województwie mazowieckim, w powiecie legionowskim, w gminie Jabłonna.
W latach 1975–1998 miejscowość należała administracyjnie do województwa warszawskiego.